# Métamorphoses
Métamorphoses es el undécimo álbum de estudio del músico francés Jean-Michel Jarre publicado el 24 de enero del 2000 por Disques Dreyfus y Sony Music.
El crítico musical Thom Jurek, para Allmusic, lo consideró "la grabación más aventurera de Jarre en una década, y articula fantásticamente su lenguaje universal de musicalidad transcultural y altruismo futurista".

## Antecedentes
Este álbum marcó un antes y un después en la trayectoria de Jarre, los nuevos estilos musicales presentes en esta producción dividieron a los fanes del músico. Para los adeptos a sus composiciones este álbum fue un quiebro en su estilo tan característico. Se destaca el constante uso de elementos vocales así también como el uso o influencias de variados estilos de la música electrónica como el Techno, Dance-pop y Trance.
Al igual que en algunos álbumes previos, como Zoolook (1984), el uso de elementos vocales en este álbum se dio en gran medida. Además de la inclusión de voces también se agregan pequeños intermedios orquestados en muchos de los temas. Se puede decir que Metamorphoses es el primer álbum de Jarre que contiene y mezcla sonidos contemporáneos de la electrónica con su propio estilo.

## Nuevos Elementos
En ciertos temas del álbum puede apreciarse una voz masculina de fondo hablando o cantando, esta voz es la del mismo Jarre por medio de un instrumento llamado Vocoder (codificador de Voz). Sumados a la participación vocal del compositor también se incluye una variada selección de artistas quienes dieron forma a este trabajo con participaciones vocales o instrumentales: Sharon Corr (violín en «Rendez-Vous à Paris»), Laurie Anderson (voz en «Je Me Souviens»), Natacha Atlas (voz en «C’est la Vie»), Veronique Bossa (voz en «Millions of Stars» y «Give Me a Sign»), Dierdre Dubois (voz en «Miss Moon»), Lisa Jacobs (voz en «Millions of Stars») y Ozlem Cetin (voz en «Silhouette»).

## Lista de temas
| N.º   | Título                | Autor             | Duración |  |
| 1.    | «Je Me Souviens»      | Jean-Michel Jarre | 4:24     |  |
| 2.    | «C'est la Vie»        | Jean-Michel Jarre | 7:10     |  |
| 3.    | «Rendez-Vous à Paris» | Jean-Michel Jarre | 4:18     |  |
| 4.    | «Hey Gagarin»         | Jean-Michel Jarre | 6:20     |  |
| 5.    | «Millions of Stars»   | Jean-Michel Jarre | 5:41     |  |
| 6.    | «Tout est Bleu»       | Jean-Michel Jarre | 6:01     |  |
| 7.    | «Love Love Love»      | Jean-Michel Jarre | 4:24     |  |
| 8.    | «Bells»               | Jean-Michel Jarre | 3:49     |  |
| 9.    | «Miss Moon»           | Jean-Michel Jarre | 6:08     |  |
| 10.   | «Give Me a Sign»      | Jean-Michel Jarre | 3:49     |  |
| 11.   | «Gloria, Lonely Boy»  | Jean-Michel Jarre | 5:31     |  |
| 12.   | «Silhouette»          | Jean-Michel Jarre | 2:29     |  |
| 60:08 |                       |                   |          |  |